# Зибін Семен Петрович
Семен Петрович Зибін (18 вересня 1894 — 5 серпня 1941) — радянський воєначальник, комбриг, командир 37-го стрілецького корпусу.

## Біографія
Народився у станиці Бєлорєченська, Кубанської області, Російської імперії у селянській родині. У 1906 році закінчив чотири класи земської школи.
У листопада 1914 року вступив на військову службу. До серпня 1917 року — старшийунтер-офіцер. З 1917 року був членом ВКП(б). В 1917—1918 роках командував Хансько-Бєлорєчеським революційним загоном в Кубанській області під час боїв з чехами. На посаді командира полку брав участь в операції проти генерала Л. Г. Корнілова у складі 1-го кавалерійського полку 11-ї армії. В 1918—1921 роках боровся проти меншовиків Закавказзя, генералів А. Г. Шкуро та А. І. Денікіна як командир полку 26-ї кавалерійської дивізії.
В 1919 році закінчив Орловські кавалерійські курси. В 1921—1922 роках на посаді командира 42-го кавалерійського полку 6-ї кавалерійської дивізії воював проти армій П. М. Врангеля та Н. І. Махно.. Був нагороджений Орденом Червоного Прапору
З березня 1923 року командував 93-м кавалерійськими полком 16-ї кавалерійської дивізії. З вересня 1923 року був командиром 34-го, 35-го та 36-го кавалерійських полків 6-ї кавалерійської дивізії. З червня 1924 року був військовим радником в Тувинській Народній Республіці. У лютому 1925 року став командиром 85-го кавалерійського полку 9-ї кавалерійської бригади. В період з жовтня 1925 по вересень 1926 року проходив навчальні кавалерійські курси в Новочеркаську. З вересня 1929 року був слухачем Військової академії імені М. В. Фрунзе.
По закінченню курсів, 28 лютого 1932 року, стає помічником командира 8-ї кавалерійської дивізії Далекосхідного краю. В 1934 році нагороджений грамотою ЦВК СРСР. 26 листопада 1935 року за наказом РНК СРСР № 2494 отримав звання комбриг. З 1935 по 1937 роки був командиром 25-ї кавалерійської дивізії в місті Псков.
З липня 1937 року знаходився під слідством за звинуваченням у причетності до військової змови. Проте, в квітні 1940 року був звільнений у зв'язку з припиненням справи та відновлений у кадрах РСЧА. Нагороджений медаллю «ХХ років РСЧА». В жовтні 1940 року призначений командиром 87-ї стрілецької дивізії 5-ї армії Київського військового округу. У березні 1941 року стає командиром 37-го стрілецького корпусу.
З перших днів німецько-радянської війни 37-й стрілецький корпус брав участь у боях в Західній Україні. 2 серпня 1941 року разом з частинами 6-ї армії корпус потрапив в Уманський котел. 5 серпня під час підготовки військ до прориву командний пункт корпусу, що знаходився у районі с. Копенкувате, був обстріляний німецькою артилерією. В результаті командир корпусу С. П. Зибін загинув.

## Пам'ять
Прізвище комбрига С. П. Зибіна до 45-ти річчя Перемоги увічнене на нагробній плиті братської могили в с. Копенкувате.

## Нагороди
- Орден Червоного Прапора
- Медаль «XX років Робітничо-Селянській Червоній Армії»